# Des ennuis à la pelle
Pour plus de détails, voir Fiche technique et Distribution.
Des ennuis à la pelle (40 Pounds of Trouble) est un film américain réalisé par Norman Jewison, sorti en 1962.

## Synopsis
Un directeur d'un casino (joué par Tony Curtis) à la frontière entre la Californie et le Nevada, et la chanteuse de son établissement, Chris Lockwood (joué par Suzanne Pleshette), ont les mains pleines lorsqu'ils acceptent de prendre en charge une jeune gamine nommée Penny Piper (jouée par Claire Wilcox), laissée pour compte dans le casino par son père, un joueur, qui la laisse en garanti de ses dettes. La petite fille entrave les projets du gérant a conserver sa licence de jeu. Penny pense que Steve a besoin de se marier et de s'installer, alors elle commence à essayer de le faire, essayant de le mettre en relation avec Chris. Steve est encore sous le choc de son premier mariage raté et craint un autre voyage en Californie, car son ex-femme à chaque fois, qu’il passe la frontière de l’état, il est poursuivi par un détective privé qui doit lui remettre une missive d’un tribunal Californien. Le point culminant du film implique une poursuite dans Disneyland. 

## Fiche technique
- Titre : Des ennuis à la pelle
- Titre original : 40 Pounds of Trouble
- Réalisation : Norman Jewison
- Scénario : Marion Hargrove
- Photographie : Joseph MacDonald
- Montage : Marjorie Fowler
- Pays d'origine : États-Unis
- Format : Couleurs - 2,35:1 - Mono
- Genre : comédie
- Date de sortie : 1962

## Distribution
- Tony Curtis (VF : Hubert Noël) : Steve McCluskey
- Suzanne Pleshette (VF : Paule Emanuele) : Chris Lockwood
- Claire Wilcox : Penelope Piper
- Larry Storch (VF : Serge Lhorca) : Floyd
- Howard Morris (VF : Philippe Mareuil) : Julius
- Edward Andrews (VF : Émile Duard) : Herman
- Stubby Kaye (VF : Noël Darzal) : Cranston
- Warren Stevens (VF : Gérard Férat) : Swing
- Mary Murphy : Liz McCluskey
- Kevin McCarthy (VF : René Arrieu) : Louie Blanchard
- Karen Steele (VF : Marcelle Lajeunesse) : Bambi
- Paul Comi : Shérif Cavanaugh
- Ford Rainey (VF : Lucien Bryonne) : le Juge
- Steve Gravers (VF : Jean Berton) : Daytime
- Tom Reese (VF : Marcel Lestan) : Bassett
- Gregg Palmer : Howard Piper
- Sharon Farrell : Dolores
- David Allen : le chanteur du casino
- Phil Silvers (VF : Jean-Henri Chambois) : Bernie Friedman

Acteurs non crédités
- Jim Bannon : Joueur
- Allyn Ann McLerie : Secrétaire de Blanchard
- Gerald Gordon (VF : Yves Brainville) : le Procureur Parker
- Charles Horvath (VF : Henry Djanik) : un sbire de Bernie
- Helen Kleeb (VF : Lucienne Givry) : la représentante du service social à la protection de l'enfance